# Creepshow 3
Creepshow 3 ist ein im Jahr 2006 gedrehter, US-amerikanischer Horrorfilm und eine Fortsetzung der 1982  und 1987 veröffentlichten Horrorstreifen Creepshow und Creepshow 2. Der Film besteht aus den fünf Horrorgeschichten Alice, Das Radio, Callgirl, Die Frau des Professors und Spukhund. Die deutsche Fassung erstellte die TV+Synchron Berlin GmbH.

## Handlung

### Prolog
Anders, als bei den bisherigen Teilen von Creepshow, kommt im dritten Teil weder Billy, noch der Creep vor und die Geschichten entstammen nicht einem Comicheft. Der Film beginnt mit einem kurzen schaurigen Zeichentrick, in dem eine kleine vermummte Gestalt mit seinem Wägelchen durch die Nachbarschaft spaziert, einen Hund tötet und dann „Hot Dogs“ verkauft. Der Würstchenstand ist das gemeinsame Element der Geschichten in dem Film. Die fünf Geschichten spielen in derselben Stadt. Während des Films sieht man Elemente oder Personen aus den anderen Geschichten.

### Alice
Alice Jacobs ist ein verzogener arroganter Teenager, für den nur Shopping, Telefonieren und andere oberflächliche Dinge wichtig sind. Sie hasst ihre Nachbarschaft. Besonders den genialen, aber auch absonderlichen Professor Dayton. Auf ihrem nach Hause Weg beklagt sie sich am Handy darüber. Dort sieht man auch eine Figur aus einer anderen Geschichte. Victor der Vampir, der gerade aus dem Haus von „Fat Joe“  kommt. Dieser scheint der einzige zu sein, über den Alice ein gutes Wort verliert. Aber auch nur, weil er gut aussieht…
Endlich zu Hause bemerkt Alice, dass etwas mit der Fernbedienung des Fernsehers nicht stimmt. Jedes Mal, wenn ihr Vater einen Knopf drückt, verändert sich Alices Familie. Zuerst sind sie Afro-Amerikaner, dann Latinos. Währenddessen verwandelt sich Alice immer mehr zu ihrer „wahren Gestalt“. Panisch läuft sie durch die Nachbarschaft und versucht, Professor Dayton zu finden, denn sie hofft, er hätte eine Lösung für ihr Problem. Schließlich bricht sie in sein Haus ein, wobei der Postbote sie überrascht. Trotz der Mutationen an ihrem Körper hat Alice nichts Besseres zu tun, als sich über die Hochzeit von Prof. Dayton lustig zu machen und ein Stück von seinem Hochzeitskuchen zu essen. Plötzlich öffnet sich eine Tür in Daytons Haus. Als Alice den Raum betreten will, ist sie wieder zu Hause. Alles scheint wieder normal zu sein, bis der Vater erneut auf eine Taste der Fernbedienung drückt. Alice verwandelt sich in eine schleimige, eklige Gestalt. Als ihre Familie sie sieht, erkennen sie sie nicht wieder und wollen Alice töten. Als sie aus dem Haus läuft, kommt ihr Professor Dayton entgegen. Dieser hat noch eine Fernbedienung. Als er diese betätigt, verwandelt sich Alice in ein weißes Kaninchen.

### Das Radio
Jerry ist ein Teilzeit-Wachmann, der in einer Mietwohnung in einem heruntergekommenen Wohnhaus lebt. Zu Anfang sieht man Rachel aus der dritten Geschichte, „Callgirl“. Während im Wohnhaus Prostitution und Drogengeschäfte ablaufen, genießt Jerry seinen Feierabend mit Radio und einem Glas Whisky. Da ärgert es ihn, als eines Tages sein Radio den Geist aufgibt. Bei einem obdachlosen Straßenverkäufer kauft er ein Radio, um das Alte zu ersetzen. Schnell stellt sich heraus, dass es sich nicht um ein gewöhnliches Radio handelt. Eine weibliche Stimme spricht aus dem Radio zu Jerry. Anfangs scheint es ganz hilfreich zu sein, da sie Jerry bittet, sich zu waschen und die Wohnung zu putzen. Sie ermutigt Jerry auch, Eva anzusprechen, eine Prostituierte, in die er sich offensichtlich verguckt hat. Doch dann animiert sie Jerry dazu, das Geldversteck des Zuhälters zu plündern, in dem sich 300.000 $ befinden. Als ihn jemand bemerkt hat, bringt sie Jerry dazu, den Zeugen umzubringen und auch die Nachbarin. Alices Vater, Detective Jacobs, schaut kurz bei Jerry vorbei, aber schöpft keinerlei Verdacht. Die Stimme im Radio schlägt Jerry vor, die Stadt zu verlassen. Als er seine Wohnung verlässt, kommt Eva zu ihm und bittet ihn, sie mitzunehmen. Das Radio befiehlt Jerry, Eva umzubringen, da sie sonst ihn umbringen wird. Jerry weigert sich und zerstört das Radio. Unmittelbar danach findet Eva seine Pistole und erschießt Jerry. Kurz nachdem sie ihn getötet hat und anschließend die Pistole sauberwischt, wird ihr in den Kopf geschossen. Der Schütze war der Zuhälter. Als dieser zu seinem Auto zurückkehrt, befiehlt ihm eine Stimme aus dem Radio, zu gehen und ein neues Leben zu beginnen.

### Callgirl
Rachel ist kein gewöhnliches Callgirl. Sie tötet ihre Kunden nach dem Sex. Warum sie das tut, erfahren wir nicht. Aber auf ihren Titel „Callgirl-Killerin“, den die Medien ihr gegeben haben, scheint sie sehr stolz zu sein. Die Geschichte beginnt damit, dass Rachel das Haus, in dem auch Jerry wohnt, verlässt. Der Zuhälter schreit ihr hinterher, sie solle sich nicht mehr hier blicken lassen, da sie nicht für ihn anschafft.  Rachel verschwindet in einer Gasse, ersticht eine Obdachlose und macht sich auf den Weg zu einem neuen Kunden: Victor, der in Alices Nachbarschaft im Haus von „Fat Joe“ wohnt. Er macht einen sehr schüchternen Eindruck und hatte offenbar noch nie Sex. Vor dem Haus spricht Rachel zwei Jungs an und fragt sie, ob sie später vorbeischauen soll. (Die beiden Jungen kommen auch in der Geschichte „Die Frau des Professors“ vor.) Rachel bemerkt, dass es nicht Victors Haus ist, glaubt aber, dass Victor der Sohn des Besitzers und sein Bruder der Stolz der Familie ist, während Victor das schwarze Schaf ist und darum keine Fotos von ihm an den Wänden hängen. Aber es ist nicht so, wie Victor ihr erzählt hat, denn der Fette Joe und seine Familie sind tot in der Küche aufgehängt. Im Schlafzimmer bittet Victor Rachel, ihn zu fesseln und seine Augen zu verbinden. Gesagt, getan. Doch statt Sex bekommt Victor mehrmals ein Messer mitten durchs Herz gerammt. Nachdem Victor tot ist, wirft Rachel ein Kissen über sein Gesicht und geht duschen. Danach hört sie eine Stimme, die sie ruft: „Rachel“… Sie geht zurück ins Schlafzimmer. Als sie das Kissen von Victors Gesicht nimmt, stellt sich heraus, dass Victor lebt und ein Vampir ist. Er tötet Rachel und hängt sie zu der toten Familie in der Küche. Am nächsten Tag steigt er mit Golfausrüstung in Rachels Auto, winkt den etwas verdutzten Nachbarn zu und fährt weg.

### Die Frau des Professors
Professor Dayton lädt zwei ehemalige Studenten zu sich nach Hause ein, um ihnen seine Verlobte vorzustellen. Vor seinem Haus treffen sie kurz auf Rachel, die sie fragt, ob sie sie später noch treffen wollen. Total verunsichert gehen sie zum Professor, dieser will ihnen seine Verlobte vorstellen. Die beiden Jungen sind skeptisch. Immerhin sind sie früher oft auf Prof. Daytons Scherze reingefallen, also glauben sie nicht, dass der alte Professor heiraten wird. Als sie Daytons attraktive junge Verlobte, Kathy, sehen, sind sie zuerst erstaunt. Doch dann sind die beiden davon überzeugt, dass Professor Dayton es geschafft hat, die perfekte Frau zu erschaffen, und sind sich sicher, dass Kathy ein Roboter ist. Als Dayton die jungen Männer und Kathy alleine lässt, versteigen sie sich in die Idee, dass Kathy ein Roboter ist und der Professor offenbar gegangen ist, damit sie den Roboter in Ruhe untersuchen können. Also beschließen sie, Kathy zu zerteilen. Entsetzt stellen beide jedoch fest, dass Kathy ein Mensch war… Als Dayton wieder nach Hause kommt, verstecken die Jungs Kathys Überreste im Ofen.

### Spukhund
Dr. Farwell ist ein grausamer, geiziger Arzt, der seine freie Zeit nutzt, um Drogenpartys mit Prostituierten zu feiern.  Er ist gerichtlich dazu verdonnert worden, 30 Tage lang in einer kostenfreien Klinik gemeinnützige Arbeit zu leisten. Seinen Patienten gegenüber ist er sehr dreist und schreckt auch nicht vor sexueller Belästigung zurück. Eines Tages spricht ihn ein Bettler an, ob er ihm etwas zu essen kaufe. Der mitleidlose Dr. Farwell verneint und kauft sich selbst einen Hot Dog. Als dieser ihm zu Boden fällt, beschließt er, dem Obdachlosen den verdreckten Hot Dog zu geben. Der Obdachlose nimmt einen Biss und bekommt einen Erstickungsanfall. Statt ihm zu helfen, verschwindet Dr. Farwell. Nach Feierabend erscheint ihm der Geist des Obdachlosen mit dem Hot Dog. Farwell fährt zum Wohnhaus aus der Geschichte „Das Radio“ und beliefert dort Victor mit den versprochenen neuen Partypillen. Währenddessen besorgt sich Professor Dayton eine Voodoo-Puppe. Victor findet eine Visitenkarte von Rachel und ist begeistert. Dr. Farwell feiert die Nacht mit den Vampiren durch und erscheint dementsprechend übernächtigt zum Dienst. Als er einem jungen Mädchen mitleidlos mitteilt, dass sie nur noch wenige Wochen zu leben habe, erscheint ihm erneut der Geist. Auch auf einer Party erscheint der Geist. Die Geschichte endet damit, dass der Arzt von zu vielen Geistererscheinungen einen Herzinfarkt erleidet und stirbt.

### Schluss
In der Schlussszene befinden wir uns auf der Hochzeit von Professor Dayton, der seine Frau wieder zusammengeflickt und mit Hilfe der Voodoo-Puppe wiederbelebt hat. Das frischvermählte Paar verlässt die Kirche, Reis wird geworfen. Beim Brautstraußwerfen fällt Kathy zum Entsetzen der Gäste die Hand ab. Mrs. Jacobs bemerkt noch: „Alice wird, wenn sie heiratet, genauso hübsch aussehen.“… worauf die anderen Familienmitglieder verlegen lachen. Der Priester fragt Mr. Jacobs, ob seine Frau Fortschritte mache. Doch die sei, so Mr. Jacobs, immer noch davon überzeugt, dass sie eine Tochter namens Alice hätten. Der Priester rät, einige Vater unser zu beten.

## Kritiken
Der US-amerikanische Aggregator Rotten Tomatoes erfasste 0 % wohlwollende Kritiken in der Fachpresse.

„Eine unbefriedigende Anthologie, die kaum noch Gemeinsamkeiten mit der legendären, titelgebenden Show hat.“